# Святилище (Дискавері)

## Про епізод
Святилище (The Sanctuary) — тридцять сьомий епізод американського телевізійного серіалу «Зоряний шлях: Дискавері» та восьмий в третьому сезоні. Епізод був написаний Джонатаном Фрейксом, а режисували Кеннет Лі й Брендон Шульц. Перший показ відбувся 3 грудня 2020 року. Українською мовою озвучено студією «ДніпроФільм».

## Зміст
Калбер намагається допомогти імператорці з ідентифікацією її захворювання — вона люто опирається визнати що потребує допомоги. І врешті переконує її пройти сканування. Букер отримує сигнал лиха від свого брата Кайгіма, який каже, що їхній рідній планеті Кведжан загрожує Смарагдовий ланцюг, синдикат андоріанців та оріонців на чолі з Осайрою. Врожай Кведжана був спустошений сараною через зміни клімату, спричинені Спалом, і Кайгім уклав угоду з Осайрою, щоб відбити сарану в обмін на кведжанських трансхробаків. Осайра через втрату Ріна згодовує свого племінника Толору трансхробаку.
Бернем і Букер готуються до стрибка на Кведжан. Стамец повідомляє Сару — він розшифрував певну частину масиву даних з Ні'Вару. У поєднанні з даними чорних скриньок Бернем він і Адіра знайшли джерело сигналу, що призвело до Спалу — туманність Верубіан. А з центру туманності йде сигнал — в звуковому діапазоні. Він звучить як музика — яку підсвідомо знає половина Зоряного флоту майбутнього. Після очистки від нашарувань сигнал стає схожим на заклик про допомогу від корабля Федерації.
Букер пояснює Майкл що спричинило розрив між ним та Кайгімом. Цивілізації, які отримують допомогу від Смарагдового ланцюга, часто руйнуються, тому «Дискавері» подорожує до Кведжана за допомогою спорового рушія. Відразу по прибутті на орбіту Кведжана до «Дискавері» наближається важкий крейсер Осайри «Веридіан». Доктори Поллард і Калбер проводять обстеження наїжаченої імператорки — аби виявити що спричинило її захворювання. Стамец слухає як Адіра грає на віолончелі ту ж саму мелодію — і починає їй акомпанувати на піаніно.
Бернем і Бук досягають поверхні планети; Рін вимагає зійти з борта корабля і не пояснює причин. На Кведжані морська сарана заполонює увесь повітряний простір — отже репелента від Смарагдового ланцюга не було вже давно. У імператорки під час обстеження стається затемнення — і її лице дивно дефрагментується. Кайгім після прохолодної зустрічі пояснює Буку і Бернем, що Осайра хоче андоріанця Ріна, якого звільнили на Ханхалі. Після прибуття «Веридіана» «Дискавері» спілкується з нею в режимі дипломатичного протоколу. Осайра вимагає віддати Ріна — інакше Кведжан і експедиційна група на планеті дорого заплатять. Після того Осайра спілкується із Кайгімом і вимагає здати Бука та Майкл. «Веридіан» починає бити протоновими торпедами по захисній системі планети килимковим обстрілом. Рін відмовляється повідомити Сару причину зацікавленості в ньому Осайри; капітан віддає наказ приготувати зброю для врятування експедиції на планеті.
Вбачаючи загрозу Букеру, Рін повідомляє, де слабке місце «Веридіана». Для обходження протоколу Тіллі пропонує обхідний маневр — вогонь відкриє інший корабель, пілота якого суворо покарають за свавілля. З «Дискавері» відлітає корабель Букера із Ріном й лейтенанткою Детмер на борту; вони здійснюють прицільний обстріл «Веридіана». В часі польоту Детмер здогадується — Рін єдиний, хто протистояв Осайрі. Детмер вимикає автокерування і переходить на ручне керування. З допомогою Ріна Детмер виводить з ладу генератор системи озброєння; «Веридіан» відступає. Після бійки Кайгім погоджується не слухатись Осайру і приймає допомогу «Дискавері» у боротьбі із морською сараною — за допомогою посилених емпатичних сигналів. Осайра погрожує від імені Смарагдового ланцюга Федерації і відлітає.
Тіллі підсідає до Ріна — він розповідає як їх лякали небилицями про Федерацію. І ділиться таємницею — у Осайри закінчується делітій. Кайгім із сином відвідують «Дискавері». З огляду на допомогу Федерації Букер проситься в команду «Дискавері».
Терпи мене, Всесвіте

## Сприйняття та відгуки
Станом на серпень 2021 року на сайті «IMDb» серія отримала 5.6 бала підтримки з можливих 10 при 2744 голосах користувачів.
Оглядач Скотт Колура для «IGN» писав так: «Теми що переходять з серії в серію включають розкриття пісні Спалу — це був сингл „The Power Station“ з 1980-х ? Це те, що всі продовжують чути, і можна простежити за сигналом, що надходить від туманності, де виникла ця галактична катастрофа. Крім того, там десь є корабель, який подає сигнал лиха. А ще є Адіра, яка скаржиться, що Грей більше не розмовляє з ними з невідомих причин. Отже… багато питань, але не так багато відповідей цієї серії».
В огляді для «Den of Geek» Кейті Барт надала епізоду оцінку 3 з 5 і відзначила: «Наукова група „Дискавері“ знайшла джерело Спалу, використовуючи дані Ні'Вара. Він розпочався у загадковій туманності і, здається, пов'язаний з маяком лиха, посланим кораблем Федерації із втратами. Сюжет набирає обрисів»
Оглядач Зак Гендлен для «The A.V. Club» зазначав так: «Я помічаю закономірність у моєму третьому сезоні оглядів „Дискавері“. Я, як правило, насолоджуюся серіалом більше, коли він розширює свою зосередженість на Майкл, щоб показати увесь колектив. Налагодження стосунків між персонажами допомагає світобудові серіалу (з чим він досі дивно бореться навіть після трьох сезонів), що, у свою чергу, призводить до більш цікавих конфліктів та переконливіших ставок. У найгіршому випадку серіал часто здається просто зібранням великих моментів, перестрибуючи від висвітлення до висвітлення, не турбуючись про створення контексту чи глибини, щоб надати їм зміст, що виходить за рамки їх найбільш очевидних значень — світлове шоу зі спецефектами та драматична музика із слізьми.»
Скотт Сноуден в огляді для «Space.com» відзначив епізод 7 балами з 10 і зазначив так: «Цього тижня сюжетні лінії просунулися трохи вперед, і, здається, кожен епізод все ще містить додатковий матеріал. Тому ми щиро сподіваємось, що до фіналу сезону не станеться раптового цунамі. Цей епізод не страшний, він просто незручно розміщений в цьому сезоні».

## Знімались
| Актор               | Роль                |
| ------------------- | ------------------- |
| Сонеква Мартін-Грін | Майкл Бернем        |
| Даг Джонс           | Сару                |
| Ентоні Репп         | Пол Стамец          |
| Мері Вайзман        | Сільвія Тіллі       |
| Девід Аджала        | Клівленд Букер      |
| Вілсон Круз         | Гаг Калбер          |
| Мішель Єо           | Філіппа Джорджі     |
| Одед Фер            | адмірал Чарльз Венс |
| Ной Авербах-Кац     | Рін                 |
| Блу дель Барріо     | Адіра               |
| Ахе Гернандез       | Кайгім              |
| Джанет Кіддер       | Осайра              |
| Іен Лейк            | Толор               |
| Емілі Коутс         | Кейла Делмер        |
| Патрік Квок-Чун     | Ріс                 |
| Ойїн Оладейо        | Джоан Овосекун      |
| Ронні Роу           | лейтенант Брюс      |